# تخمدل (ورزقان)
تخمدل یکی از روستاهای استان آذربایجان شرقی است که در دهستان ازومدل شمالی بخش مرکزی شهرستان ورزقان واقع شده‌است.
این روستا دارای حدود دویست خانوار و بیش از ۱۵۰۰نفر جمعیت می‌باشد.
پس از انقلاب این روستااز نعمت آب آشامیدنی، برق، تلفن، گاز طبیعی برخوردار گردید.
در پی همکاری ساکنان و شوراهای اسلامی و دهیار این روستا، تعریض کوچه‌ها و جدول کشی آبراه‌ها در این روستاانجام گرفته، احداث پارک ویژه کودکان و تکامل زمین فوتبال و... نیز از طرح‌های آتی این دهیاری هستند.
در ۲۱/۱۱/۸۷ نیز بیمارستان این روستاافتتاح گردید.
مردم این روستا به کشاورزی و دامپروری مشغولند، امروزه بیشتر جوانان این روستا در پی کار کردن در شهرهای بزرگ سرگردان نیستند و در شرکتهای تابعه معدن مس سونگون مشغول به کار می‌باشند.

## اماکن تاریخی
قلعه تپه باشی از آثار دیدنی این روستاست که در ورودی شهر و در قله تپه ای در کنار  قبرستان روستا واقع شده است امروزه قلعه کاملا تخریب شده و تنها نقشه زمینی قلعه با بلوک روی زمین مشخص شده است. به گفته برخی قدمت این قلعه به دوره ساسانیان بر میگردد.
پیر نام منطقه خوش آب و هوا و سرسبز در حدود 5 کیلومتری شمال این روستا است که در ناحیه شمالی تقسیمات محلی روستا واقع شده است.
دره شنی(قوملی دره)نام رودی خشک شده در بخش جنوبی تقسیمات محلی این روستاست که به گفته برخی از محلیان 
در گذشته رودی پر آب بوده است.

## تقسیمات محلی
مردم محلی روستا این روستا را به دو بخش جنوبی(آشاغلار) و شمالی(اوستلار) تقسیم کرده اند که اکثر باغات و مراتع کشاورزی در بخش جنوبی واقع شده است.

## خاندان ها و خانواده های مشهور
یکی از خانواده های بزرگ در روستای تخم دل خاندان پویا مهر بوده که چهره شاخص این خاندان بهروز معروف به پهروز خوان کله کچل می باشد